# Taphozous australis
Taphozous australis är en insektsätande småfladdermusart som beskrevs av John Gould år 1854. Dess artnamn på engelska, coastal sheath-tailed bat, betyder "kustlig skidsvansfladdermus", och på tyska, Neuholländische Grabfledermaus, betyder "nyholländsk gravfladdermus".
Taphozous australis ingår i släktet gravfladdermöss (Taphozous) och familjen frisvansade fladdermöss (Emballonuridae). IUCN kategoriserar arten globalt som nära hotad. Inga underarter finns listade i Catalogue of Life.
Arten blir upp till 90 mm lång (huvud och bål) och har en 20 till 30 mm lång svans. Liksom hos andra familjemedlemmar, ligger största delen av svansen utanför svansflyghuden och den fria delen ligger svansflyghudens ovansida. Bålens ovansida är täckt av gråbrun päls med några variationer och undersidans päls är oftast ljusare. På några ställen kan en olivgrön skugga förekomma. Den del av svansflyghuden som ligger närmast kroppen är täckt av hår. En säckformig kroppsdel på vingarna med en körtel som kännetecknar hela släktet finns även hos Taphozous australis. Hannar har en liknande kroppsdel på strupen.
Arten förekommer i nordöstra Australien vid kusten och i det angränsande låglandet upp till 300 meter över havet. Utbredningsområdet sträcker sig från Kap Yorkhalvön ungefär till Rockhamton. Fladdermusen lever även på flera australiska öar i samma region. Dessutom hittades en mindre population på Nya Guinea. Habitatet utgörs av buskskogar och träskmarker.
Taphozous australis vilar bland annat i grottor, i bergssprickor och i gamla byggnader. Där bildar den mindre flockar eller sällan större kolonier.
Denna fladdermus är aktiv på natten och den flyger oftast ovanför skogen när den jagar flygande insekter. Grottorna som används har vanligen en luftfuktighet mellan 84 och 92 procent. Allmänt håller individerna några centimeter avstånd från varandra när de sover. Under vintern förekommer däremot grupper med upp till fem exemplar som vilar tätare ihop. Honor kan vara brunstiga mellan april och september. Allmänt föds ungarna mellan september och november (våren på södra jordklotet).